# 양전 (춘추)
양전(粱鱣, 기원전 522년? 512년? ~ ?)은 중국 춘추시대의 사상가 공자(孔子)의 제자로, 자는 숙어(叔魚)이며, 제(齊)나라 사람이다. 공자보다 29세 혹은 39세 아래였다. 《논어(論語)》에는 기록이 없으며, 《사기(史記)》 · 《공자가어(孔子家語)》에 기록이 있다.

## 행적
《공자가어》에 따르면, 양전은 서른 살이 되어서도 자식을 얻지 못하였고, 자신의 아내를 내쫓으려 하였다. 이에 상구(商瞿)가 말리며 말하였다.
| “ | 그만두십시오. 예전에 제가 나이 서른여덟이 되도록 자식을 얻지 못하여 어머님께서 다시 장가를 들도록 하셨었는데, 선생님(공자)께서 저를 제나라로 가게 하셨습니다. 어머님께서는 제가 가지 않기를 바라셨는데, 그때 선생님께서 "걱정하지 마십시오. 상구는 마흔이 지나서 다섯 아들을 두게 될 것입니다."라고 말씀하셨었고, 과연 그렇게 됐습니다. 지금 보니 당신은 자식을 늦게 볼 신수인 것이지, 아내의 잘못이 아닙니다. | ” |

양전은 상구의 말을 따랐고, 2년 후 자식 둘을 얻었다.